# Ейтенз Тауншип (округ Бредфорд, Пенсільванія)
Ейтенз Тауншип (англ. Athens Township) — селище (англ. township) в США, в окрузі Бредфорд штату Пенсільванія. Населення — 5184 особи (2020).

## Демографія
Згідно з переписом 2010 року, у селищі мешкала 5251 особа в 2182 домогосподарствах у складі 1541 родини. Було 2378 помешкань
Расовий склад населення:
| - 96,3 % — білих - 1,8 % — азіатів - 0,3 % — чорних або афроамериканців - 0,2 % — корінних американців |

До двох чи більше рас належало 1,0 %. Частка іспаномовних становила 1,0 % від усіх жителів.
За віковим діапазоном населення розподілялося таким чином: 21,9 % — особи молодші 18 років, 59,8 % — особи у віці 18—64 років, 18,3 % — особи у віці 65 років та старші. Медіана віку мешканця становила 45,7 року. На 100 осіб жіночої статі у селищі припадало 97,0 чоловіків;  на 100 жінок у віці від 18 років та старших — 92,4 чоловіків також старших 18 років.
Середній дохід на одне домашнє господарство  становив 65 817 доларів США (медіана — 51 469), а середній дохід на одну сім'ю — 75 989 доларів (медіана — 72 772). Медіана доходів становила 51 227 доларів для чоловіків та 33 203 долари для жінок. За межею бідності перебувало 14,5 % осіб, у тому числі 17,0 % дітей у віці до 18 років та 7,8 % осіб у віці 65 років та старших.
Цивільне працевлаштоване населення становило 2161 особа. Основні галузі зайнятості: освіта, охорона здоров'я та соціальна допомога — 30,4 %, роздрібна торгівля — 18,2 %, виробництво — 12,5 %, науковці, спеціалісти, менеджери — 8,0 %.